# Scooby Doo și Scrappy-Doo (1980)
Scurtmetrajele Scooby-Doo și Scrappy-Doo (engleză Scooby-Doo and Scrappy-Doo) reprezintă a cincea încarnare a francizei Hanna-Barbera Scooby-Doo. Un total de 33 de episoade de jumătate de oră, fiecare incluzând trei scurt-metraje de 7 minute, a rulat pentru trei sezoane, din 1980 până în 1982 pe ABC. 13 episoade au fost produse în 1980–1981 și încă șapte au fost produse în 1981 ca segmente din The Richie Rich/Scooby-Doo Show și 13 au fost produse ca segmente pentru The Scooby & Scrappy-Doo/Puppy Hour. Din cele 99 de scurt-metraje care au fost produse, 86 dintre ele îi arată pe Scooby-Doo, nepotul său Scrappy-Doo și Shaggy fără restul găștii Echipei Misterelor, iar celelalte 13 au fost segmente de rezervă care-i arăta doar pe Scrappy-Doo și Yabba-Doo.
Segmentele pentru The Scooby & Scrappy-Doo/Puppy Hour au fost scrise la Hanna-Barbera dar au fost produse și animate în studioul Ruby-Spears.

## Personaje
- Scooby-Doo
- Scrappy-Doo
- Shaggy Rogers
- Yabba-Doo - Yabba-Doo este fratele lui Scooby-Doo. Acesta este un câine alb ce poartă o pălărie maro și eșarfă roșie. Aventurile sale se petrec în vechiul vest unde el luptă împotriva crimei împreună cu stăpânul său, Deputy Dusty și Scrappy-Doo. Sintagma sa este "Yippity-Yabbity-Doo!" (nu "Yabba-Dabba-Doo!" pentru că sintagma asta este deja folosită de Fred Flintstone).

## Vocile în engleză
- Scooby-Doo - Don Messick
- Shaggy Rogers - Casey Kasem
- Scrappy-Doo - Don Messick
- Yabba-Doo - Frank Welker

## Episoade
Sezoanele 2 și 3 nu au fost difuzate și/sau dublate niciodată în limba română.
| N/o                   | Titlu român                             | Titlu englez                          |
| --------------------- | --------------------------------------- | ------------------------------------- |
|                       |                                         |                                       |
| SEZONUL 1 (1980-1981) |                                         |                                       |
|                       |                                         |                                       |
| 01                    | O întâlnire cu o rasă ciudată           | A Close Encounter With A Strange Kind |
| 01                    | O noapte potrivită pentru lilieci       | A Fit Night Out For Bats              |
| 01                    | Fabrica de mâncare chinezească          | The Chinese Food Factory              |
|                       |                                         |                                       |
| 02                    | Scooby are probleme în deșert           | Scooby’s Desert Dilemma               |
| 02                    | Cascadorul Scooby                       | Stuntman Scooby                       |
| 02                    | Cuvântul e mumie                        | Mummy’s the Word                      |
|                       |                                         |                                       |
| 03                    | Vechiul joc de-a șoarecele și pisica    | The Old Cat and Mouse Game            |
| 03                    | Cele trei numere de circ ale lui Scooby | Scooby’s Three Ding-A-Ling Circus     |
| 03                    | Ține-te bine Scooby                     | Hang in There, Scooby                 |
|                       |                                         |                                       |
| 04                    | Corida lui Scooby                       | Scooby’s Bull Fright                  |
| 04                    | Pasageri clandestini                    | Stowaways                             |
| 04                    | Bătrânul John Scrappy                   | Long John Scrappy                     |
|                       |                                         |                                       |
| 05                    | Bucluc în junglă                        | A Bungle in the Jungle                |
| 05                    | Zona de distracție a lui Scooby         | Scooby’s Fun Zone                     |
| 05                    | Insula fermecată a lui Scooby           | Scooby’s Fantastic Island             |
|                       |                                         |                                       |
| 06                    | Scooby și fantomele din Vest            | Scooby Ghosts West                    |
| 06                    | Vrăjitoarea din mlaștină                | Swamp Witch                           |
| 06                    | Orașul de ceară                         | Waxworld                              |
|                       |                                         |                                       |
| 07                    | Ziua de naștere a lui Scrappy           | Scrappy’s Birthday                    |
| 07                    | Nobilul Scooby și cavalerul întunecat   | Sir Scooby and the Black Knight       |
| 07                    | Scooby în Țara Minunilor                | Scooby in Wonderland                  |
|                       |                                         |                                       |
| 08                    | Domnișoara elvețiană a lui Scooby       | Scooby’s Swiss Miss                   |
| 08                    | Și tu, Scoob?                           | Et Tu, Scoob?                         |
| 08                    | Scooby și mlaștina umedă                | Soggy Bog Scooby                      |
|                       |                                         |                                       |
| 09                    | Spaima din apele sudice                 | South Sea Scare                       |
| 09                    | Tocănița lui Scooby                     | Scooby Gumbo                          |
| 09                    | Regele laș din Alaska                   | Alaskan King Coward                   |
|                       |                                         |                                       |
| 10                    | Mofturi sub clar de lună                | Moonlight Madness                     |
| 10                    | Scooby e în spațiu                      | Way Out Scooby                        |
| 10                    | Forțosul Scooby                         | Strongman Scooby                      |
|                       |                                         |                                       |
| 11                    | Scooby e în centrul pământului          | Scooby at the Center of the World     |
| 11                    | Călătoria lui Scooby în Ahz             | Scooby’s Trip to Ahz                  |
| 11                    | Scooby și plăcuțele din metal           | Dog Tag Scooby                        |
|                       |                                         |                                       |
| 12                    | Spaima de la operă                      | A Fright At the Opera                 |
| 12                    | Invazia răpitorilor de Scooby           | The Invasion of the Scooby Snatchers  |
| 12                    | Scooby și banditul                      | Scooby and the Bandit                 |
|                       |                                         |                                       |
| 13                    | Ferma mecanică                          | Robot Ranch                           |
| 13                    | Scooby Dooby Guru                       | Scooby Dooby Guru                     |
| 13                    | Spioni uimiți                           | Surprised Spies                       |
|                       |                                         |                                       |
| SEZONUL 2 (1981)      |                                         |                                       |
|                       |                                         |                                       |
| 14                    |                                         | Scooby Nocchio                        |
| 14                    | Lighthouse Keeper Scooby                |                                       |
| 14                    | Scooby’s Roots                          |                                       |
|                       |                                         |                                       |
| 15                    |                                         | Scooby’s Escape From Atlantis         |
| 15                    | Excalibur Scooby                        |                                       |
| 15                    | Scooby Saves the World                  |                                       |
|                       |                                         |                                       |
| 16                    |                                         | Scooby Dooby Goo                      |
| 16                    | Rickshaw Scooby                         |                                       |
| 16                    | Scooby’s Luck of the Irish              |                                       |
|                       |                                         |                                       |
| 17                    |                                         | Backstage Scooby                      |
| 17                    | Scooby’s House of Mystery               |                                       |
| 17                    | Sweet Dreams Scooby                     |                                       |
|                       |                                         |                                       |
| 18                    |                                         | Scooby-Doo 2000                       |
| 18                    | Punk Rock Scooby                        |                                       |
| 18                    | Canine to Five                          |                                       |
|                       |                                         |                                       |
| 19                    |                                         | Hard hat Scooby                       |
| 19                    | Hothouse Scooby                         |                                       |
| 19                    | Pigskin Scooby                          |                                       |
|                       |                                         |                                       |
| 20                    |                                         | Sopwith Scooby                        |
| 20                    | Tenderbigfoot                           |                                       |
| 20                    | Scooby and the Beanstalk                |                                       |
|                       |                                         |                                       |
| SEZONUL 3 (1982)      |                                         |                                       |
|                       |                                         |                                       |
| 21                    |                                         | Basketball Bumblers                   |
| 21                    | The Maltese Mackerel                    |                                       |
| 21                    | Yabba’s Hustle Rustle                   |                                       |
|                       |                                         |                                       |
| 22                    |                                         | Super Teen Shaggy                     |
| 22                    | Stakeout at the Takeout                 |                                       |
| 22                    | Mine Your Own Business                  |                                       |
|                       |                                         |                                       |
| 23                    |                                         | Who’s Scooby-Doo?                     |
| 23                    | Beauty Contest Caper                    |                                       |
| 23                    | Runaway Scrappy                         |                                       |
|                       |                                         |                                       |
| 24                    |                                         | The Movie Monster Menace              |
| 24                    | Double Trouble Date                     |                                       |
| 24                    | Slippery Dan the Escape Man             |                                       |
|                       |                                         |                                       |
| 25                    |                                         | Dumb Waiter Caper                     |
| 25                    | The Comic Book Caper                    |                                       |
| 25                    | The Low-Down Showdown                   |                                       |
|                       |                                         |                                       |
| 26                    |                                         | From Bad to Curse                     |
| 26                    | The Misfortune Teller                   |                                       |
| 26                    | The Vild Vest Vampire                   |                                       |
|                       |                                         |                                       |
| 27                    |                                         | A Gem of a Case                       |
| 27                    | Scooby-Doo and Genie-Poo                |                                       |
| 27                    | Tumbleweed Derby                        |                                       |
|                       |                                         |                                       |
| 28                    |                                         | Picnic Poopers                        |
| 28                    | Muscle Trouble                          |                                       |
| 28                    | Alien Schmalien                         |                                       |
|                       |                                         |                                       |
| 29                    |                                         | Captain Canine Caper                  |
| 29                    | Close Encounters of the Worst Kind      |                                       |
| 29                    | Law and Disorder                        |                                       |
|                       |                                         |                                       |
| 30                    |                                         | Catfish Burglar Caper                 |
| 30                    | One Million Years Before Lunch          |                                       |
| 30                    | Go East Young Pardner                   |                                       |
|                       |                                         |                                       |
| 31                    |                                         | The Incredible Cat Lady Caper         |
| 31                    | The Disappearing Car Caper              |                                       |
| 31                    | Up a Crazy River                        |                                       |
|                       |                                         |                                       |
| 32                    |                                         | Where’s the Werewolf?                 |
| 32                    | Cable Car Caper                         |                                       |
| 32                    | Tragic Magic                            |                                       |
|                       |                                         |                                       |
| 33                    |                                         | The Hoedown Showdown                  |
| 33                    | Snow Job Too Small                      |                                       |
| 33                    | Bride And Gloom                         |                                       |
|                       |                                         |                                       |